# 문주모
문주모(文周模, 1962년 11월 14일 ~ )은 전 KBO 리그 삼미 슈퍼스타즈의 선수이다.